# Russelia tenuis
Russelia tenuis är en grobladsväxtart som beskrevs av Cyrus Longworth Lundell. Russelia tenuis ingår i släktet Russelia och familjen grobladsväxter. Inga underarter finns listade i Catalogue of Life.